# Simple Man (Klaus Nomi)
| Recensione | Giudizio |
| ---------- | -------- |
| AllMusic   |          |

(Simple Man, Klaus Nomi)
Simple Man è il secondo album del cantante tedesco Klaus Nomi, pubblicato nel 1982. È l'ultimo album pubblicato prima della sua morte avvenuta nel 1983.

## Descrizione
Come l'album precedente, Simple Man contiene delle cover (Just One Look, portata al successo da Doris Troy nel 1963, Falling in Love Again (Can't Help It), composta in lingua tedesca nel 1930 e interpretata da più artisti, e Ding-Dong! The Witch Is Dead, scritta per il film Il mago di Oz del 1939) ed alcuni estratti da opere liriche (Wayward Sisters e Death, tratte da Didone ed Enea di Henry Purcell). L'album è aperto e chiuso dal brano If My Complaints Could Passion Move (1957) del compositore rinascimentale John Dowland.

## Tracce
Esistono numerose edizioni di questo disco, ma il numero e l'ordine delle tracce è sempre lo stesso:

(LP) RCA Victor PL37702 Francia 1982

(LP e Promo) RCA Victor PL37702 Spagna 1982 con il titolo Simple Man (Hombre Sencillo)

(LP) RCA Victor PL37702 Grecia 1982

(LP) RCA RCALP6061 Regno Unito 1982

(LP) RCA NL74422 Regno Unito e Europa 1982

(LP) RCA PL37702 Germania 1982

(LP) RCA PL70229 Europa 1982

(LP) RCA PL37702 Portogallo 1982

(LP) Victor VIL6125 Giappone 1982

(LP) RCA KKL10488 Canada 1983

(Musicassetta) RCA PK70229 Germania 1982

(CD) RCA PD70229 Francia 1985
Lato A
1. From Beyond (John Dowland) – 2:51
2. After The Fall (Kristian Hoffman) – 4:43
3. Just One Look (Gregory Carrol, Doris Payne) – 3:19
4. Falling in Love Again (Frederick Hollander, Sammy Lerner) – 2:39
5. ICUROK (George Elliott) – 4:24
6. Rubberband Lazer (Joey Arias, Anthony Frere) – 4:20

Lato B
1. Wayward Sisters (Henry Purcell) – 1:43
2. Ding-Dong (Harold Arlen, E. Y. "Yip" Harburg) – 3:03
3. Three Wishes (Jamie Daglish, George Elliott, Sierra) – 3:18
4. Simple Man (Kristian Hoffman) – 4:17
5. Death (Henry Purcell) – 4:18
6. Return (John Dowland) – 2:07

## Promozione
Da questo album furono estratti quattro singoli:

### Ding Dong
(7") RCA RCA289 Regno Unito 1982

(7") RCA Victor PB61005 Germania 1982

Lato A Ding Dong

Lato B Death
(7") RCA Victor PB61033 Francia 1982

Lato A Ding Dong

Lato B ICUROK
(12") RCA PC61535 Francia 1985

Lato A Ding Dong (extended version) - 5:25

Lato B Samson and Delilah (Aria)

### Simple Man
(7") RCA Victor PB9947 Francia 1982

(7", Promo) RCA PB9947 Spagna 1982

Lato A Simple Man

Lato B Death
- Di questo singolo fu girato un videoclip.[9]

### Ding Dong/Simple Man
(12", Promo, Sampler) RCA Victor DC9948 Francia 1982

Lato A Wayward Sisters / Ding Dong

Lato B Simple Man / Death

### ICUROK
(12") RCA Victor KD10005 Canada 1983

Lato A ICUROK

Lato B Simple Man

### Just One Look
(7") RCA Records PB50733 Canada 1983

Lato A Just One Look

Lato B Rubberband Lazer

## Crediti
- Ron Johnsen: produttore
- Klaus Nomi: voce e cori
- Julie Berger, Jon Corbet, Robert Medici: cori
- Man Parrish, Kristian Hoffman, Tommy Mandel: sintetizzatore, tastiere
- Scott Woody: chitarra
- John Kay: basso
- Kevin Tooley, Robert Medici: batteria
- Carl Casella, Ron Johnsen: ingegnere del suono e mixer
- Maxine St. Clair: immagine di copertina

## Classifiche
| Classifica (1982-1983) | Settimane di presenza | Posizione massima | Posizione di fine anno |
| ---------------------- | --------------------- | ----------------- | ---------------------- |
| Francia                | 18                    | 10                | 86                     |